# Kentrosaurinae
Los kentrosaurinos (Kentrosaurinae) son una subfamilia de dinosaurios ornitisquios estegosáuridos que vivieron entre finales del período Jurásico y principios del Cretácico, hace aproximadamente entre 160 y 125 millones de años, desde el Oxfordiense al Barremiense, en lo que hoy es África, Asia y Europa.
Esta subfamilia incluye a un grupo de estegosáuridos primitivos de pequeño a mediano tamaño, que presentaban placas pequeñas, y numerosas espinas en la cola y en algunos casos en los hombros o en las caderas. Es un grupo parafilético transicional entre dacentrurinos y los estegosaurinos.